# Bollaltebygget

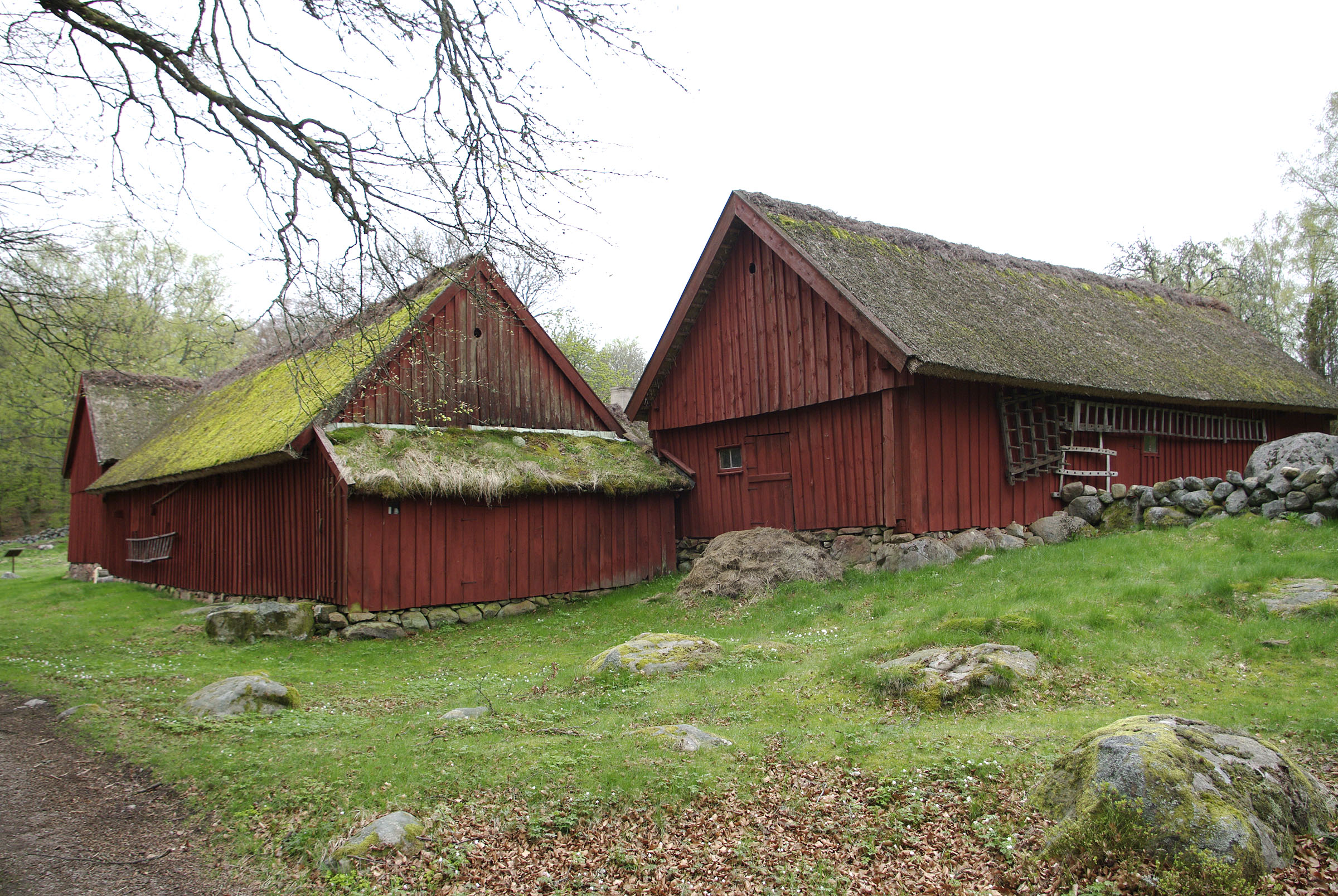
Bollaltebygget

Bollaltebygget är en byggnadsminnesförklarad bondgård i Knäreds socken. Området är ett kulturreservat i Laholms kommun i Hallands län.
Reservatet är 12 hektar stort och är skyddat sedan 2008. Förutom gården består området av ljunghed, kärr, lövhagmark och lövskog.
Gården, byggd i skiftesverksteknik, är från 1700-talet men hus på platsen omtalas redan 1603. Delar av gården, bland annat bostadshuset, har blivit hitflyttade från grannbyn Jonsnahult. Byggnaderna ägdes från 1935 av Södra Hallands hembygdsförening. Det var i samband med föreningens inköp av gården som byggnaderna från Jonsnahult flyttades. År 1980 blev gården byggnadsminne och 2007 skänktes den till Knäreds forskarring och hembygdsförening.
Inne på gårdsplan står ett päronträd. Detta planterades 1838 av gårdens dåvarande ägare Johannes Nilsson och Johanna Persdotter.
Inomhus hänger hängklädena och bonadsmålningarna på sina ursprungliga platser, vilket gör gården unik. Flera av bonaderna är målade av Johannes Nilsson i Breared. I västra häbbaret finns dekorativa väggmålningar och i det östra finns väggfasta sängar och målade kistor. Gårdsmiljön är välbevarad med boningshus i form av en högloftsstuga och ekonomibyggnader med halmtak.